# 후추시 (도쿄도)
후추시(일본어: 府中市)는 일본 도쿄도 다마 지구에 있는 시이다. 율령 시대에 무사시국의 국부가 있는 도시였다. "후추(부중)"라는 지명은 국부 소재지를 의미하는 명칭이고, 이런 이유로 일본 각지에 후추(府中)라는 지명이 많이 존재한다. 그래서 다른 지역의 후추(동일 시명인 히로시마현 후추시 등)와 구별해서 무사시후추로 불리기도 한다(예: 무사시후추 우체국, 무사시후추 세무서 등).

## 지리
지리적으로는 도쿄도의 거의 중앙에 위치한다. 서쪽으로 구니타치시, 히노시, 북쪽으로 고쿠분지시, 고가네이시, 동쪽으로 조후시, 남쪽으로 다마시, 이나기시와 접한다. 신주쿠구에서 서쪽으로 22km, 니혼바시에서 서쪽으로 30km 지점에 있다.

## 역사
다이카 개신에 따라 무사시국 국부가 후추에 세워졌으며 도시는 지역의 정치, 경제, 문화 중심지로 번영하였다. 에도 시대에는 고슈 가도의 역참(슈쿠바)으로 번영하였으며 메이지 시대가 시작된 이후에는 이곳에 기타타마군의 군청을 두었다.
도시는 1954년 4월 1일에 설립되었다.

## 경제
오늘날 지역 경제는 주로 서비스업을 중심으로 도쿄 경마장, 다마가와 모터보트 경주 시설과 역 주변으로 소매점, 백화점들이 있다. 2000년에 이 부분에 종사하는 사람들의 수는 약 84,000명이었다.
제조업 분야에서는 닛폰 전기, 도시바의 대규모 공장과 산토리의 무사시노 양조장 등에 약 26,000명이 고용되어 있다. 제2차 세계 대전까지 농업이 주요 산업으로 논에서 쌀을 재배하고 양잠업으로 누에를 길렀다. 그러나 2000년에는 농업 인구가 865명 밖에 되지 않았고 2002년에는 25.7%의 논 중 6.9%만이 실제 경작지였다. 농업 관련 시설은 전체 건물의 0.4% 밖에 차지하지 않았다.

## 교육
- 도쿄 외국어대학
- 도쿄 농공대학

## 교통

### 도로
- 주오 자동차도
- 국도 제20호선

### 철도
- 게이오 전철
  - 게이오선
  - 게이바조선(경마장선)

- 동일본 여객철도
  - 난부선
  - 무사시노선

- 세이부 철도
  - 다마가와선

## 인구
| 연도 | 인구    | ±%     |
| ---- | ------- | ------ |
| 1950 | 45,342  | —      |
| 1960 | 82,098  | +81.1% |
| 1970 | 163,173 | +98.8% |
| 1980 | 192,198 | +17.8% |
| 1990 | 209,396 | +8.9%  |
| 2000 | 226,769 | +8.3%  |
| 2010 | 255,506 | +12.7% |
| 2020 | 262,790 | +2.9%  |

## 기후
| 후추시의 기후                                                | 후추시의 기후 | 후추시의 기후 | 후추시의 기후 | 후추시의 기후 | 후추시의 기후 | 후추시의 기후 | 후추시의 기후 | 후추시의 기후 | 후추시의 기후 | 후추시의 기후 | 후추시의 기후 | 후추시의 기후 | 후추시의 기후   |
| 월                                                           | 1월           | 2월           | 3월           | 4월           | 5월           | 6월           | 7월           | 8월           | 9월           | 10월          | 11월          | 12월          | 연간            |
| ------------------------------------------------------------ | ------------- | ------------- | ------------- | ------------- | ------------- | ------------- | ------------- | ------------- | ------------- | ------------- | ------------- | ------------- | --------------- |
| 역대 최고 기온 °C (°F)                                       | 19.4 (66.9)   | 24.1 (75.4)   | 28.1 (82.6)   | 32.0 (89.6)   | 33.5 (92.3)   | 36.7 (98.1)   | 38.8 (101.8)  | 38.9 (102.0)  | 38.5 (101.3)  | 32.2 (90.0)   | 26.1 (79.0)   | 25.3 (77.5)   | 38.9 (102.0)    |
| 일평균 최고 기온 °C (°F)                                     | 9.9 (49.8)    | 10.8 (51.4)   | 14.0 (57.2)   | 19.2 (66.6)   | 23.7 (74.7)   | 26.3 (79.3)   | 30.3 (86.5)   | 31.6 (88.9)   | 27.6 (81.7)   | 22.1 (71.8)   | 16.9 (62.4)   | 12.2 (54.0)   | 20.4 (68.7)     |
| 일일 평균 기온 °C (°F)                                       | 4.5 (40.1)    | 5.4 (41.7)    | 8.8 (47.8)    | 13.9 (57.0)   | 18.5 (65.3)   | 21.8 (71.2)   | 25.7 (78.3)   | 26.8 (80.2)   | 23.1 (73.6)   | 17.5 (63.5)   | 11.8 (53.2)   | 6.8 (44.2)    | 15.4 (59.7)     |
| 일평균 최저 기온 °C (°F)                                     | −0.7 (30.7)   | 0.3 (32.5)    | 3.7 (38.7)    | 8.7 (47.7)    | 13.8 (56.8)   | 18.1 (64.6)   | 22.2 (72.0)   | 23.2 (73.8)   | 19.5 (67.1)   | 13.5 (56.3)   | 7.1 (44.8)    | 1.6 (34.9)    | 10.9 (51.6)     |
| 역대 최저 기온 °C (°F)                                       | −8.4 (16.9)   | −8.2 (17.2)   | −6.5 (20.3)   | −1.6 (29.1)   | 4.0 (39.2)    | 10.5 (50.9)   | 13.5 (56.3)   | 15.7 (60.3)   | 8.6 (47.5)    | 2.3 (36.1)    | −2.8 (27.0)   | −7.2 (19.0)   | −8.4 (16.9)     |
| 평균 강수량 mm (인치)                                        | 56.9 (2.24)   | 52.4 (2.06)   | 113.8 (4.48)  | 121.9 (4.80)  | 133.1 (5.24)  | 166.6 (6.56)  | 164.2 (6.46)  | 173.4 (6.83)  | 246.7 (9.71)  | 228.0 (8.98)  | 83.2 (3.28)   | 58.7 (2.31)   | 1,598.9 (62.95) |
| 평균 강수일수 (≥ 1.0 mm)                                     | 4.9           | 5.2           | 9.1           | 9.2           | 10.6          | 12.5          | 11.9          | 9.7           | 11.8          | 10.4          | 7.1           | 5.1           | 107.5           |
| 평균 월간 일조시간                                           | 201.3         | 178.2         | 179.1         | 180.3         | 179.6         | 123.6         | 148.1         | 178.0         | 130.2         | 138.0         | 158.2         | 182.0         | 1,986.2         |
| 출처: 일본 기상청 (평년값: 1991년~2020년, 극값: 1976년~현재) |               |               |               |               |               |               |               |               |               |               |               |               |                 |